# TCNQ
Le 7,7,8,8-tétracyano-p-quinodiméthane — ou plus simplement tétracyanoquinodiméthane, presque toujours abrégé en TCNQ — est un composé chimique de formule (NC)2C(C6H4)C(CN)2. Structurellement apparenté à la 1,4-benzoquinone, il est utilisé en électronique moléculaire comme matériau de type n (accepteur d'électrons) pour former des complexes à transfert de charge, l'un des plus étudiés depuis une trentaine d'années étant le complexe TTF:TCNQ formé avec le tétrathiafulvalène comme donneur d'électrons,.

## Production et synthèse
On prépare le TCNQ par condensation de 1,4-cyclohexanedione avec du malononitrile puis déshydrogénation au brome du diène intermédiaire :
C6H8O2 + 2 CH2(CN)2 → C6H8(C(CN)2)2 + 2 H2O
C6H8(C(CN)2)2 + 2 Br2 → C6H4(C(CN)2)2 + 4 HBr.
Le TCNQ peut être réduit de façon électrochimique, comme le tétracyanoéthylène, pour donner un anion de couleur bleue.

## Complexe à transfert de charges TTF:TCNQ
Avec le tétrathiafulvalène (TTF) comme donneur d'électrons (matériau de type p), il forme un « métal organique » TTF:TCNQ, où le TCNQ joue le rôle d'accepteur d'électrons ; le sel TTF:TCNQ se présente comme un polymère unidimensionnel, constitué de piles de TTF et de TCNQ alternés.